# Lone Tree (Iowa)
Lone Tree è una città degli Stati Uniti d'America, situata nello Stato dell'Iowa, nella contea di Johnson.